# Grote Prijs Jef Scherens 1980
Il Grote Prijs Jef Scherens 1980, quindicesima edizione della corsa, si svolse il 21 settembre 1980 su un percorso di 214 km, con partenza e arrivo a Lovanio. Fu vinto dal belga Ludo Delcroix della Ijsboerke-Warncke Eis davanti ai suoi connazionali Frans Van Looy e Etienne Van der Helst.

## Ordine d'arrivo (Top 10)
| Pos. | Corridore             | Squadra                 | Tempo    |
| ---- | --------------------- | ----------------------- | -------- |
| 1    | Ludo Delcroix         | Ijsboerke-Warncke Eis   | 4h57'00" |
| 2    | Frans Van Looy        | Vermeer-Thijs-Mini-Flat | a 1'25"  |
| 3    | Etienne Van der Helst | Safir-Ludo              | a 1'50"  |
| 4    | Eric Van de Wiele     | Ijsboerke-Warncke Eis   | s.t.     |
| 5    | Eddy Verstraeten      | Vermeer-Thijs-Mini-Flat | s.t.     |
| 6    | Marc Demeyer          | Ijsboerke-Warncke Eis   | a 2'20"  |
| 7    | Patrick Lerno         | Safir-Ludo              | s.t.     |
| 8    | Roger De Cnijf        | Boule d'Or-Studio Casa  | s.t.     |
| 9    | Ronan De Meyer        | Boule d'Or-Studio Casa  | s.t.     |
| 10   | Emiel Gijsemans       | Vermeer-Thijs-Mini-Flat | s.t.     |